# Embalse de Santa Teresa
El embalse de Santa Teresa es una infraestructura hidrográfica situada en el curso alto del río Tormes, en la provincia de Salamanca, Castilla y León, España. 
Los términos municipales afectados son: Salvatierra de Tormes, Pelayos, Montejo, Guijuelo, Cespedosa de Tormes, La Tala, Guijo de Ávila, Aldeavieja de Tormes y Santibáñez de Béjar. 
Comenzó a producir electricidad en 1963. Cuenta con una potencia instalada de 19,88 MW, que suponen una producción anual media de 64 GWh.[cita requerida]

## Historia

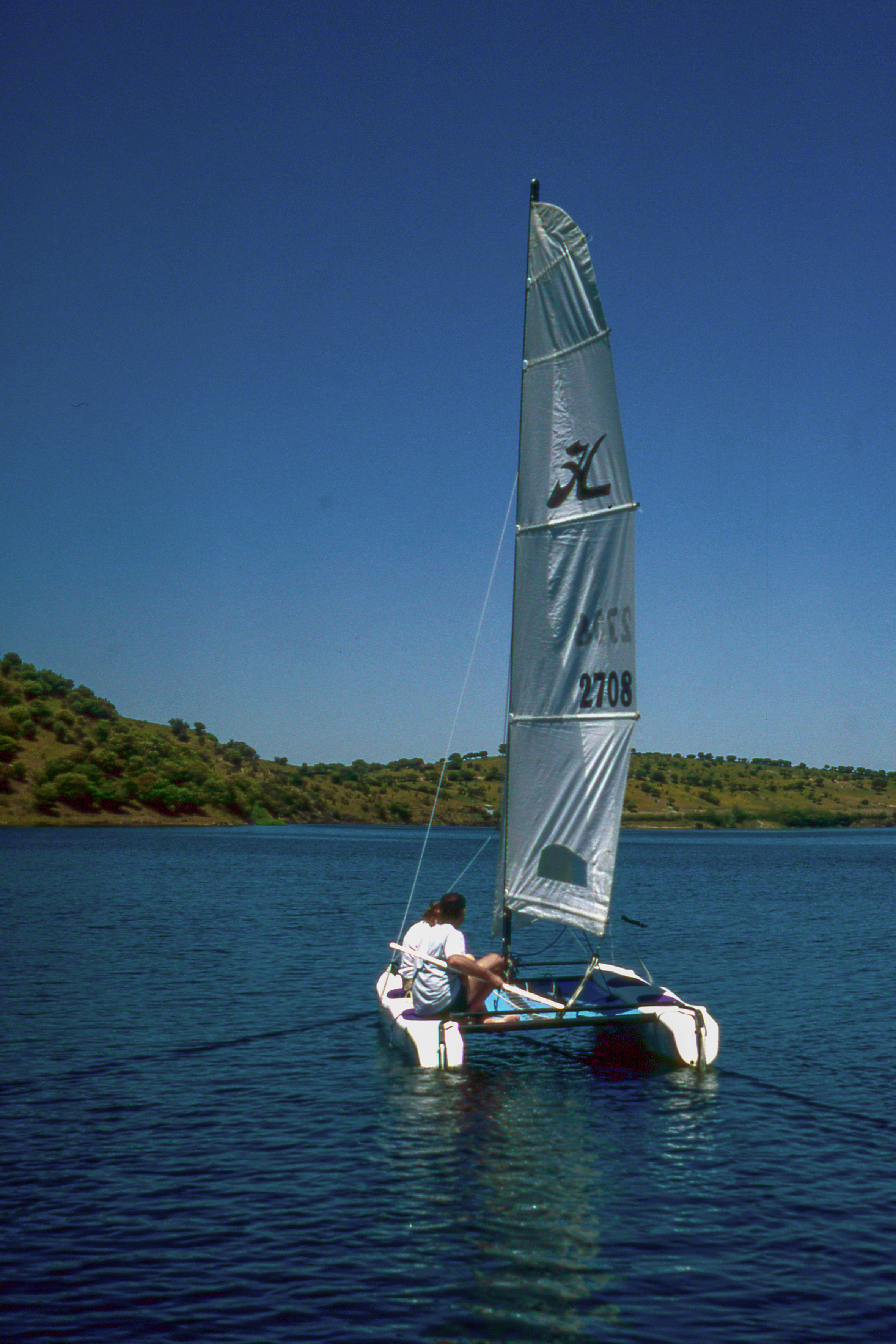
Un catamarán en el embalse

El proyecto fue realizado durante la época franquista (como muchos otros proyectos hidrológicos en las cuencas de los ríos españoles). Fue el diputado liberaldemócrata por Salamanca, Filiberto Villalobos, natural de Salvatierra de Tormes, quien abanderó las iniciativas a este respecto ya desde al menos 1931. En unas declaraciones a El Liberal realizadas en julio de 1933, el ministro de Obras Públicas, Indalecio Prieto, a propósito de su visita a la cuenca del Duero, se refirió al proyecto de este pantano (entonces denominado de La Maya) sobre el río Tormes diciendo que «puede suponer una transformación fundamental, agrícola y socialmente, de la provincia. Con él podrán quedar resueltos casi todos los problemas que en el campo salmantino han adquirido últimamente cierto tono de angustia dramática»
Ya bajo un Gobierno de distinto color político se celebraba en diciembre de 1934 en Salamanca un acto denominado "pro Pantano de la Maya", donde intervinieron, además de varios ministros, el ingeniero José Martín Alonso y los diputados Gil Robles y Lamamié de Clairac.